# Шадловиці
Шадловиці (пол. Szadłowice) — село в Польщі, у гміні Ґневково Іновроцлавського повіту Куявсько-Поморського воєводства.
Населення — 410 осіб (2011).
У 1975-1998 роках село належало до Бидгощського воєводства.

## Демографія
Демографічна структура станом на 31 березня 2011 року:
|          | Загалом | Допрацездатний вік | Працездатний вік | Постпрацездатний вік |
| -------- | ------- | ------------------ | ---------------- | -------------------- |
| Чоловіки | 199     | 35                 | 142              | 22                   |
| Жінки    | 211     | 51                 | 125              | 35                   |
| Разом    | 410     | 86                 | 267              | 57                   |